# Olivier Anthony Theurillat
Pour les articles homonymes, voir Theurillat.
Olivier Anthony Theurillat, né le 18 octobre 1971 à La Chaux-de-Fonds, est un trompettiste et chef d'orchestre suisse.
Il est le petit-fils de l'horloger et inventeur suisse Xavier Joseph Theurillat.

## Biographie
Né d'une mère française et d'un père suisse[réf. nécessaire], Olivier Anthony Theurillat a étudié la trompette avec quatre professeurs successifs : Patrick Lehmann (Conservatoire de musique de La Chaux-de-Fonds), Roger Delmotte (CRR de Versailles), Antoine Curé (CNSMD de Paris) et Raymond Mase (The Juilliard School, New York). 
Pour la direction d'orchestre, il a obtenu un master en direction d'orchestre à la Haute École de musique de Genève (HEM), classe de Laurent Gay ; par la suite, il s'est notamment perfectionné au Royaume-Uni, auprès du chef d'orchestre anglais Martyn Brabbins, lui-même ancien élève d'Ilia Moussine (Conservatoire de Saint-Pétersbourg).
À la fin des années 1990, plus de 35 ans après Heinz Holliger en 1961, il devient - et reste encore à ce jour - le second musicien suisse, tous instruments confondus, à avoir été primé dans les deux concours internationaux que sont ceux de Genève (CIEM) et Munich (ARD). 
Cette reconnaissance internationale lui permettra, en particulier, de partager la scène comme soliste aux côtés de Maurice André, d'intégrer, pour l'année 2008, l'Orchestre du Festival de Lucerne dirigé par Claudio Abbado, ou encore d'être invité, à plusieurs reprises, à donner des masterclasses à la Juilliard School de New York. 
Son étape à l'Orchestre de chambre de Lausanne comme trompette-solo (1996-2002) est marquée par un CD en soliste, Nocturne, dont le morceau Quiet City de Copland remporta en 2012 le titre de "meilleure version" de l'émission Disques en lice de la Radio suisse romande.
À Berne, en 2005, le Berner Symphonieorchester (BSO) lui offre le poste de trompette-solo, poste qu'il occupera jusqu'en 2012. 
Dans le domaine de la musique ancienne, à la trompette baroque, il a œuvré, notamment aux côtés du trompettiste autrichien Wolfgang Gaisböck (de), sous la direction de chefs spécialistes tels que Giovanni Antonini, Ton Koopman, Werner Ehrhardt, Fabio Biondi et Christophe Rousset, avec des ensembles tels que Concerto Köln, L'Orfeo Barockorchester Linz, Camerata Salzburg, Camerata Bern, Orchestre de Chambre de Lausanne, Capricornus Consort Basel. 
Au sein de différents orchestres, tels l'Orchestre de Chambre de Lausanne, le Tonhalle-Orchester Zürich, le Lucerne Festival Orchestra ou le Berner Symphonieorchester, il apparaît sur des enregistrements CD ou DVD, pour les labels Deutsche Grammophon, Teldec, Dabringhaus und Grimm, Cascavelle, VDE-Gallo, CPO et Arte Nova.  
De 2002 à 2005, Olivier Anthony Theurillat réside à Londres, où il est nommé chef principal du Redhill Sinfonia (2003-2004), orchestre qui eut en son temps Ralph Vaughan Williams et Gordon Jacob comme présidents. Il y dirige notamment le Concerto pour violon de Schumann, avec Gordan Nikolitch en soliste.
En 2005, il entame sa carrière d'enseignant par un poste de professeur de trompette dans la section professionnelle du Conservatoire Neuchâtelois (Conservatoires réunis de Neuchâtel et La Chaux-de-Fonds) ; de 2006 à 2018, à la succession de Gabriele Cassone, il est professeur de trompette à la Haute École de musique de Lausanne (HEMU), où il est aussi responsable du département cuivres/percussions, chef fondateur de l'ensemble Brass & Rhythm et directeur artistique de l'HEMU Brass Festival 2018. 
De 2010 à 2015, Olivier Anthony Theurillat est professeur de trompette de l'Académie de musique Tibor Varga à Sion, Valais, Suisse.  
En 2013, année de son premier concert comme leader de son propre band, Olivier Anthony Theurillat s'oriente vers le jazz, musique qu'il avait commencé à étudier du temps de ses études parisiennes (CNSMD de Paris, 1992-1995), avec des maîtres du jazz français comme François Jeanneau, Hervé Sellin, Patrice Caratini, Andy Emler, Laurent Cugny. Dès 2015, c'est le trompettiste Wynton Marsalis, qui le connaît depuis plus de 20 ans, qui le conseille et le coach régulièrement dans cette voie.